# Baron Brabazon of Tara
Baron Brabazon of Tara, of Sandwich in the County of Kent, ist ein erblicher britischer Adelstitel in der Peerage of the United Kingdom.

## Verleihung
Der Titel wurde im Jahre 1942 für John Cuthbert Moore-Brabazon geschaffen. Dieser war ein britischer Luftfahrtpionier und konservativer Politiker. Er war im Zweiten Weltkrieg Minister für Flugzeugproduktion im Kabinett Churchill gewesen.
Der Familie war 1866 gestattet worden, zum Nachnamen Moore den Namen Brabazon hinzuzufügen.

## Liste der Barone Brabazon of Tara (1942)
- John Cuthbert Moore-Brabazon, 1. Baron Brabazon of Tara (1884–1964)
- Derek Charles Moore-Brabazon, 2. Baron Brabazon of Tara (1910–1974)
- Ivon Anthony Moore-Brabazon, 3. Baron Brabazon of Tara (* 1946)

Titelerbe ist der Sohn des jetzigen Barons, Hon. (der Ehrenwerte) Benjamin Moore-Brabazon (* 1983).